# Patricio Galaz
Patricio Sebastián Galaz Sepúlveda (né le 31 décembre 1976 à Santiago du Chili) est un footballeur chilien qui joue au poste de milieu offensif ou attaquant à Colo-Colo.

## Biographie
Surnommé El Pato (le Canard), Patricio a joué pendant 4 ans dans le club chilien de Cobreloa (2001-2004). 
Il passe les deux saisons suivantes au Mexique à CF Atlante. En 2008, il signe à Ñublense.
Galaz a joué pour le Chili à la coupe du monde de football des moins de 17 ans 1993 au Japon.